# Đài tưởng niệm Roman Dmowski
Đài tưởng niệm La Mã Dmowski ở Warsaw (tiếng Ba Lan: Pomnik Romana Dmowskiego w Warszawie) là một bức tượng bằng đồng, cao 5 mét (16 feet), của chính trị gia Ba Lan Roman Dmowski ở Warsaw, trên Quảng trường Na Rozdrożu ở ngã tư Szuch và Đại lộ Ujazdów. Nó được công bố vào ngày 10 tháng 11 năm 2006. Bức tượng giữ một bản sao của Hiệp ước Versailles  và mang một trích dẫn từ cuốn sách của Dmowski: "Tôi là người Ba Lan, vì vậy tôi có nhiệm vụ của Ba Lan.. " ("Jestem Polakiem wi mam obowiązki polskie... "). Tượng đài đã gây tranh cãi.
Việc xây dựng nó là kết quả của một sáng kiến được hỗ trợ bởi các chính trị gia Maciej Giertych, Bogusław Kowalski và Jędrzej Dmowski. Tượng đài, được tài trợ bởi hội đồng thành phố Warsaw, đã tiêu tốn của chính phủ Ba Lan khoảng 500.000 zlotys. Buổi lễ khánh thành có sự tham dự của khoảng 200 người, bao gồm các chính trị gia Maciej Giertych, Artur Zawisza, và Wojciech Wierzejski, và bởi Cha Henryk Jankowski, người đã thánh hiến tượng đài.
Vị trí của di tích, gần các văn phòng của Bộ Ngoại giao Ba Lan trên Đại lộ Szuch, liên quan đến nhiệm kỳ ba tháng 1923 của Dmowski với tư cách là bộ trưởng bộ ngoại giao của Ba Lan.
Dmowski là hệ tư tưởng chính của chủ nghĩa dân tộc cánh hữu Ba Lan  và được gọi là "cha đẻ của chủ nghĩa dân tộc Ba Lan ". Ông được coi là một nhân vật chính trong việc khôi phục nền độc lập của Ba Lan sau Thế chiến I, và là người ký kết Hiệp ước Versailles.
Tượng đài đã được gọi là "một trong những di tích gây tranh cãi nhất ở Warsaw"  và đã dẫn đến sự phản đối từ các tổ chức coi Dmowski là một đối thủ của phát xít khoan dung; ngược lại, nó đã là một biểu tượng tập hợp cho những người theo chủ nghĩa dân tộc cánh hữu Ba Lan (narodowcy). Do những tranh cãi và phản đối, kế hoạch nâng tượng hoặc đài tưởng niệm cho Dmowski ở nơi khác thường bị hoãn lại. Các nhà phê bình nổi tiếng của di tích đã bao gồm Marek Edelman, một nhà lãnh đạo của cuộc nổi dậy Warsaw Ghetto năm 1943; nhà phê bình văn học và nhà lý luận giáo sư Maria Janion; và nhà sử học và xã hội học Alina Cała. Những người bảo vệ đáng chú ý của nó bao gồm nhà sử học Jan Zaryn  và nhà sử học và chính trị gia Tomasz Nałęcz, người đã nhấn mạnh vai trò quan trọng của Dmowski trong việc khôi phục nền độc lập của Ba Lan.